# Sandra Kujovičová
Sandra Kujovičová (* 1. August 1995 in Bratislava) ist eine slowakische Fußballspielerin und Mountainbikefahrerin.

## Karriere

### Verein
Kujovičová begann ihre Karriere beim ŠK Slovan Bratislava und besuchte nebenbei das Sportgymnasium
Ostredková 10. Am 24. August 2010 rückte sie in die erste Mannschaft von Slovan auf und wurde in ihrer ersten Saison slowakischer Meister. Sie spielte im August 2012 ihr internationales Debüt in der UEFA Women’s Champions League gegen den montenegrinischen Meister ŽFK Ekonomist Nikšić.

### Nationalmannschaft
Kujovičová ist aktuelle A-Nationalspielerin für die Slowakische Fußballnationalmannschaft der Frauen. Zuvor spielte sie bereits in der U-19-Nationalmannschaft der Slowakei.

## Persönliches
Kujovičová ist neben ihrer Karriere im Mountainbikesport für den ŠK VAZKA Bratislava aktiv. Sie nahm in der Vergangenheit an verschiedenen nationalen und internationalen Junioren-Meisterschaften teil. Sie besuchte zudem das Sportgymnasium Ostredková 10 in Bratislava, wo sie 2013 ihr Abitur machte.

## Erfolge
Meister (2)
- 2010, 2011